# Michela Magas
Michela Magas este o antreprenoare și specialistă în inovații britanică originară din Croația, care a fost desemnată femeia inovatoare a anului 2017 în Europa.

## Biografie
Este fiica arhitecților Olga și Boris Magaš și a crescut în Rijeka, Iugoslavia (actualmente Croația), unde a frecventat școala primară și gimnaziul – ambele în limba italiană. A studiat designul la Royal College of Art din Londra. Din 1995 până la sfârșitul anului 2000 a lucrat ca designer la Financial Times.
Ea este co-fondatoare a laboratorului londonez de inovație în design Stromatolite, împreună cu Peter Russell-Clarke (care și-a continuat cariera colaborând cu Jonathan Ive la dezvoltarea iPhone-ului). Printre clienții Stromatolite se numără Nike, Nokia și Apple. 
Prin intermediul Stromatolite, Magas a fondat Music Tech Fest, un „ecosistem” inovațional cu peste 5.000 de participanți. De asemenea, ea conduce Industry Commons Foundation.
La 8 martie 2017, Magas a luat locul I (un premiu în valoare de 100.000 euro) la Premiile europene pentru femeile inovatoare, concurând cu alte 11 candidate. În decembrie 2019, ea a fost recunoscută drept recenzoare-model de Societatea Internațională pentru Arte, Științe și Tehnologie „Leonardo”.
Din anul 2015, Magas locuiește în Umeå, Suedia și nu are un loc de muncă stabil, preferând să lucreze scurte perioade de timp la diferite proiecte.

## Publicații
- Magas, M. and Koek, A., Lerhman-Madsen, O., Beetz, K., Curley, M., de Waele, W., Herlitschka, S., 2016. CAF Innovation Recommendations, H2020 Work Programme 2018-2020. DG Connect Advisory Forum, European Commission.
- Magas, M., Fledderus, E. and Herlitschka, S., et al. 2016. CAF’s recommendations for H2020’s work program 2018-2020. DG Connect Advisory Forum, European Commission.
- Magas, M. and Dubber, A. 2016. Final Public Report. #MusicBricks European Commission H2020 project report.
- Magas, M., van der Klauw, K. et al., 2015. Report on Analysis and Recommendations for Innovation Ecosystems: The Alliance for Internet of Things Innovation (AIOTI). Published by the European Commission in October 2015.
- Magas, M., Lidy, T., and Schindler, A., 2015. MusicBricks: Connecting digital Creators to the Internet of Music Things. ERCIM NEWS, 101, pp.39-40.
- Magas, M., Dubber, A., Sterne, J., Baym, N., et al., 2014. Manifesto for Music Technologists. Published by Microsoft Research.
- Magas, M., Serra, X., Benetos, E., Chudy, M., Dixon, S., Flexer, A., Paytuvi, O., 2013. Roadmap for music information research. EU FP7.
- Magas, M. and Proutskova, P., 2013. A location-tracking interface for ethnomusicological collections. Journal of New Music Research, 42(2), pp.151-160.
- Magas, M., and Rea, C. 2012. Synaesthesia: Innovative music components for collaborating and creating music with objects in real space. Proceedings of the NEM Summit, Istanbul.
- Magas, M. and Proutskova, P., 2009. A location-tracking interface for ethnomusicological collections. In Workshop on Exploring Musical Information Spaces.
- Magas, M., Stewart, R. and Fields, B., 2009, August. decibel 151. In ACM SIGGRAPH 2009 Art Gallery (p. 21). ACM.
- Magas, M. and Proutskova, P. 2009. Beyond the metadata, new intelligent audio content search for large music collections. Unlocking Audio 2, British Library, London, UK.
- Magas, M. and Proutskova, P., 2009. A location-tracking interface for ethnomusicological collections. Proceedings of ECDL. Corfu, Greece.
- Magas, M., Casey, M.A. and Rhodes, C., 2008, August. mHashup: fast visual music discovery via locality sensitive hashing. In SIGGRAPH New Tech Demos (p. 26).
- Magas, M., Rhodes, C., Casey, M., d’Inverno, M., Knopke, I., and Slaney, M. 2008. Dark Media Navigation With the Audio